# Tom Poitoux
Tom Poitoux (4 juni 2005) is een Belgisch voetballer die onder contract ligt bij Standard Luik.

## Carrière
Poitoux genoot zijn jeugdopleiding bij Alfa Andenne, UR Namur, ES Wanze/Bas-Oha en Standard Luik. Op 13 augustus 2022 maakte hij zijn profdebuut in het shirt van SL16 FC, het beloftenelftal van Standard dat vanaf het seizoen 2022/23 uitkomt in Eerste klasse B: op de openingsspeeldag kreeg hij tegen Club NXT een basisplaats.

## Clubstatistieken
| Seizoen         | Club            | Land            | Competitie      | Competitie | Competitie | Beker | Beker | Supercup | Supercup | Europees | Europees | Totaal | Totaal |
| Seizoen         | Club            | Land            | Competitie      | Wed.       | Dlp.       | Wed.  | Dlp.  | Wed.     | Dlp.     | Wed.     | Dlp.     | Wed.   | Dlp.   |
| --------------- | --------------- | --------------- | --------------- | ---------- | ---------- | ----- | ----- | -------- | -------- | -------- | -------- | ------ | ------ |
| 2022/23         | SL16 FC         | Vlag van België | Eerste klasse B | 16         | 0          | —     | —     | —        | —        | —        | —        | 16     | 0      |
| 2023/24         | SL16 FC         | Vlag van België | Eerste klasse B | 4          | 0          | —     | —     | —        | —        | —        | —        | 4      | 0      |
| Carrière totaal | Carrière totaal | Carrière totaal | Carrière totaal | 20         | 0          | 0     | 0     | 0        | 0        | 0        | 0        | 20     | 0      |

Bijgewerkt op 13 augustus 2022.
3 Ngoy ·
4 Šutalo ·
5 Bolingoli ·
6 Sotiris ·
7 Bulat ·
8 Price ·
9 Zeqiri ·
10 Đukanović ·
11 Ayensa ·
13 Fossey ·
14 Kuavita ·
15 Doumbia ·
17 Camara ·
19 Badamosi ·
20 Karamoko ·
24 O'Neill ·
25 Hautekiet ·
29 Dierckx ·
30 Henkinet ·
40 Epolo ·
41 Szalai ·
44 Bates ·
45 Godfroid ·
51 Noubi ·
53 Calut ·
77 Hountondji ·
88 Lawrence ·
99 Poitoux ·
Coach: Leko